# Geografía de California
La geografía de California es muy diversa. California, en Estados Unidos, cuenta con montañas alpinas, costas nubladas, desiertos calurosos, y un fértil valle central. El estado de California alberga los más altos (costa Redwood), masivos (gigante Sequoia), y más antiguos árboles del mundo (bristlecone, una variedad de Pinus longaeva). En él se encuentras también el punto más alto (monte Whitney) y el más bajo (Valle de la Muerte) de los 48 estados contiguos.
El estado está dividido entre el Norte de California y el Sur de California, aunque la frontera entre ambas regiones no está muy bien definida. San Francisco es considerada como una ciudad del Norte de California y Los Ángeles como una ciudad del Sur de California, pero algunas zonas entre ambas no comparten esa misma identidad. El servicio Geológico de los Estados Unidos define al centro geográfico del estado en el punto cerca de North Fork.
Los geógrafos suelen dividir el estado en once provincias geomorfológicas con límites claramente definidos. Y son, de norte a sur, las montañas Klamath, la cordillera de las Cascadas, la Placa Modoc, las cuencas y cordilleras, la cadena costera del Pacífico, el Valle Central, Sierra Nevada, las cordilleras Transversales, el desierto de Mojave, las cordilleras Peninsulares, y el desierto de Colorado. Para propósitos de explicación, también es útil reconocer a la cuenca Los Ángeles, el archipiélago del Norte, y el océano Pacífico.

## Geografía física

### Generalidades
California se extiende diez grados de latitud, la misma distancia que separa París del sur de Italia, lo que puede explicar en parte los contrastes climáticos que marcan su territorio, contrastes amplificados además por las importantes diferencias en altura. 
El estado tiene varios características importantes en los Estados Unidos: tiene el punto más bajo y el más caliente del país (Badwater, Valle de la Muerte), tiene también los árboles más altos (secoyas) y mayores (pinos de Bristlecone) y tiene la mayor población (34 millones).

### Relieve y geomorfología
Una gran parte de California es montañosa: varios macizos y cadenas montañosas constituyen un obstáculo, pero permiten también la instalación de estaciones de esquí. La organización del relieve es casi meridiana: la Gran Cuenca ocupa los márgenes orientales del estado y está bordeada por Sierra Nevada, cuyo punto más alto es el monte Whitney, el pico más alto de todos los Estados Unidos fuera de Alaska. Al norte se encuentran más sistemas montañosos y mesetas. El valle Central de California está rodeado por la Sierra Nevada, al este, y por la cordilleras costeras del Pacífico al oeste. 
La disposición longitudinal del relieve es debido a una orogénesis particular: las formas del relieve californiano resultan directa o indirectamente de la tectónica de placas. La placa del Pacífico se desliza lentamente hacia el noroeste a lo largo de la placa continental de América del Norte. Esta fricción es la causa de los terremotos, en especial sobre la falla de San Andrés que va desde el golfo de California al norte de San Francisco. Miles de terremotos imperceptibles ocurren cada año, pero los californianos temen al «Big One» (el Más Grande), un terremoto masivo que provocará muchas más víctimas que el terremoto de 1906 en San Francisco. 

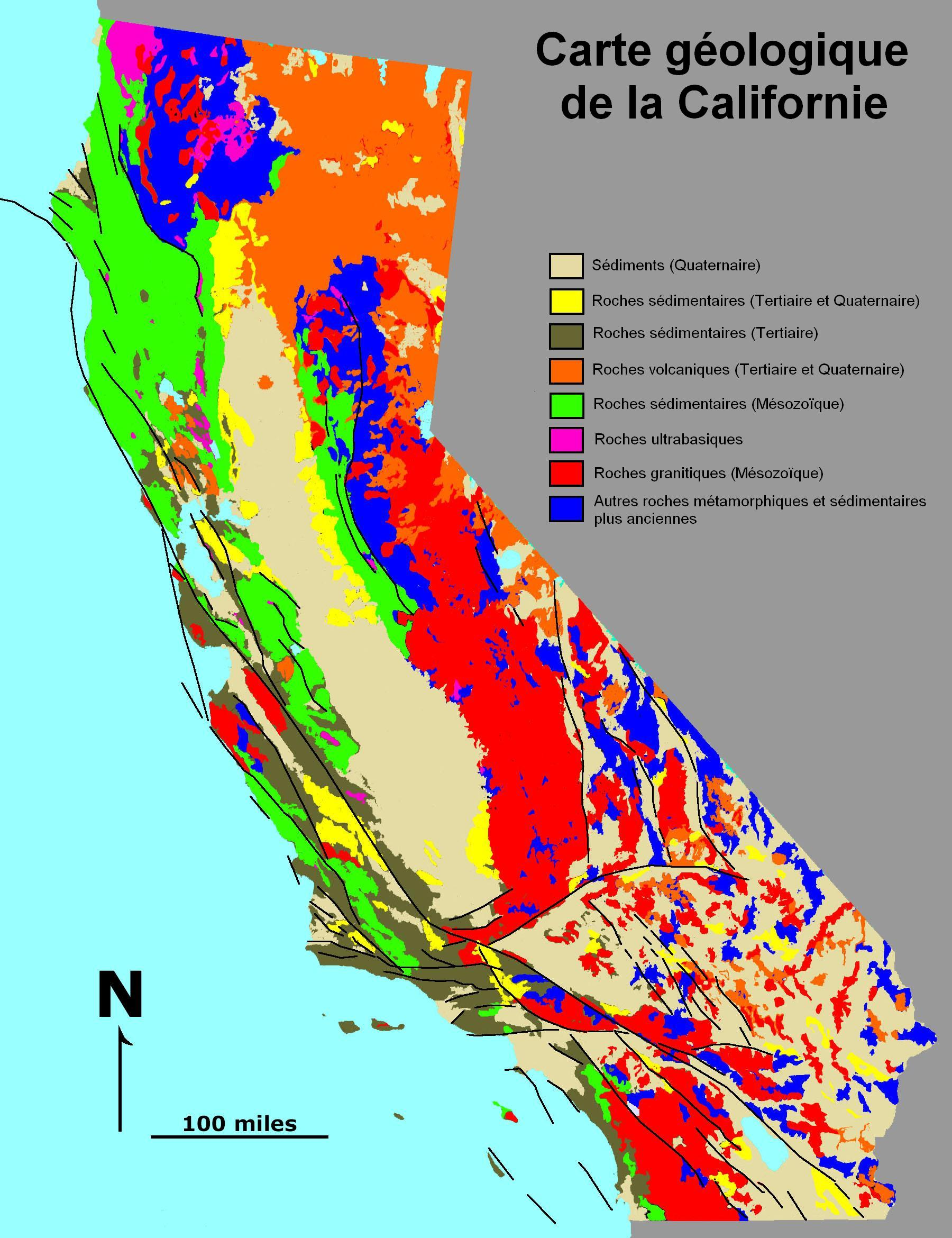
Mapa Geológico de California.

El estado de California tiene un sistema de monitoreo y alerta sísmica. Los rascacielos de Los Ángeles y San Francisco cumplen unas normas de construcción antisísmicas muy estrictas. Los terremotos también pueden ocurrir en el océano Pacífico: el 14 de junio de 2005, un terremoto de magnitud 7 se produjo a un centenar de kilómetros de la costa de California y 480 km al noroeste de San Francisco, sin causar ningún daño. Se activó la alerta de tsunamis, en especial, en la ciudad de la Crescent City, en el condado Del Norte. 
Las montañas californianas pertenecen al conjunto de cadenas pacíficas del Oeste americano. Sierra Nevada y las montañas Klamath se formaron durante el Jurásico Superior, en la fase névadienne, mientras que las cadenas costeras resultaron de la fase oregoniana (Cretácico medio). La fricción de las placas del Pacífico y de América provoca un aumento del magma hacia la superficie. Las huellas de la actividad volcánica (géiseres, fumarolas, aguas termales) son visibles en la región del lago Mono, y especialmente, en el pico Lassen y el monte Shasta, los dos grandes volcanes en el norte de California que se encuentran en el anillo de fuego del Pacífico. La energía geotérmica se desarrolla al norte de San Francisco y el sur del Valle Imperial. 
La erosión glaciar ha tallado los valles encajados de Sierra Nevada, como el de Yosemite. El valle Central es una depresión de origen tectónico, cubierta por las melazas resultantes de la erosión de las montañas que la enmarcan. Al este, por último, la Gran Cuenca ha sido deformada por la elevación de la Sierra Nevada y la orogénesis laramienne que dio nacimiento a las Montañas Rocosas al final del Cretácico.

## Geografía
El estado se suele considerar dividido en dos partes, el Norte de California y el Sur de California, aunque la frontera entre ambas regiones no está muy bien definida. San Francisco se considera una ciudad del Norte y Los Ángeles una ciudad del Sur, pero en algunas zonas situadas entre ambas ciudades la pertenencia a una u otra zona no es nada clara. El Servicio Geológico de los Estados Unidos define al centro geográfico del estado en el punto cerca de North Fork.
Los geógrafos suelen dividir California, con límites claramente definidos, en las siguientes once provincias geomórficas (de norte a sur):
- Norte de California:

- montañas Klamath («Klamath Mountains»);
- cordillera de las Cascadas («Cascade Range»);
- meseta Modoc («Modoc Plateau»);
- cuenca y cordillera («Basin and Range»);
- cadena costera del Pacífico («Coast Ranges»);
- valle Central de California («Central Valley»);
- Sierra Nevada, así, en español;

- Sur de California:

- cordilleras Transversales («Transverse Ranges»);
- desierto de Mojave («Mojave Desert»);
- cordilleras Peninsulares («Peninsular Ranges»);
- desierto de Colorado («Colorado Desert»);

Además, también es útil reconocer otras regiones como la cuenca Los Ángeles, el archipiélago del Norte y el litoral del océano Pacífico. 

### Montañas Klamath

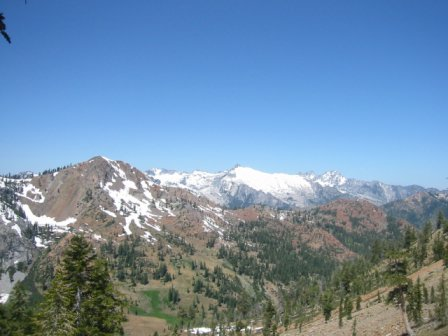
Las montañas Klamath vistas desde el lago Granite (julio de 2005).

Las montañas Klamath es una cordillera montañosa en el noroeste de California y el suroeste de Oregón, siendo el pico Thompson (2.744 m) en el condado de Trinity el pico más alto del macizo. Los picos tienen una geología muy variada, con zonas importantes de serpentina y mármol, y con climas de verano y precipitaciones limitadas. Como consecuencia de la geología, tienen una singular flora endémica, o especies casi endémicas, como el ciprés de Lawson (Chamaecyparis lawsoniana), el pino de Balfour (Pinus balfouriana), la pícea llorona de Brewer (Picea breweriana) y la Kalmiopsis leachiana.

#### Cordillera de las Cascadas

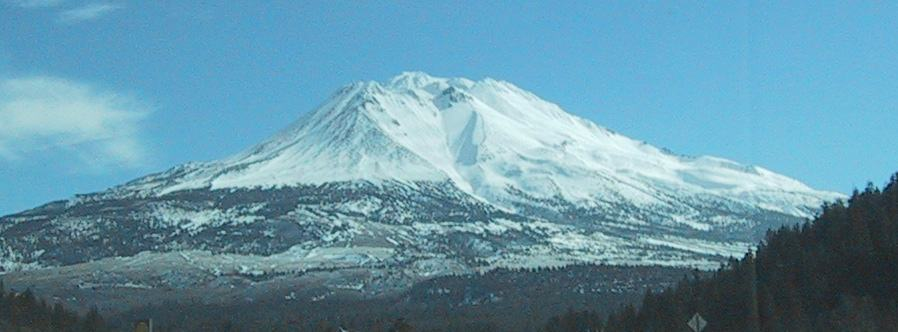
Monte Shasta desde la Interestatal 5.

La cordillera de las Cascadas es una región montañosa que se extiende desde Columbia Británica en Canadá hasta el norte de California. Las Cascadas (de forma más practica y corta) son parte del Cinturón de fuego del Pacífico, los cinturones de volcanes alrededor del Océano Pacífico. Todas las erupciones conocidas en los Estados Unidos continentales han sido debido a las erupciones de los volcanes de las Cascadas. El último volcán de las Cascadas en California en hacer erupción fue el pico Lassen, que hizo erupción en 1914 a 1921. Lassen es el volcán activo localizado al sur de la cadena de volcanes de las Cascadas. 
Esta región está localizada en la sección noreste del estado en la frontera con Oregón y Nevada, la mayor parte del valle del norte y Central y la cordillera montañosa de Sierra Nevada. El área está centrada en el monte Shasta, cerca de los Alpes Trinity. El monte Shasta es un volcán dormido, pero hay algunas evidencias de que Shastina, un volcán pequeño, hizo erupción en el siglo XIX.

#### Meseta Modoc
En la esquina noreste del estado se encuentra la meseta Modoc, una extensión de corrientes de lava a una altitud de 1200 a 1800 m, con un cono de escoria, juniperus planos, bosques de pinos y lagos temporales. Casi 1 millón de hectáreas (4000 km ²) del bosque Nacional de Modoc se encuentra en la meseta entre Medicine Lake Highlandso en el oeste y en el este las montañas Warner. Las mesetas sostienen a manadas de ciervos (Odocoileus Hemionus), Rocky Mountain Elk (Cervus Canadensis), y Antilocapra americana (Antilocapra Americana). También hay varias manadas de caballos salvajes en la meseta. El Refugio Nacional de Vida Salvaje del Lago Clear y el Refugio de Bell State Game se encuentran también en la meseta. La cuenca hidrográfica del Río Perdido drena la parte norte de la meseta, mientras que la cuenca hidrográfica del sur los colecta ya sea de las cuencas de las reservas hidrográficas o flujos en una gran Reserva de Savia, en la cual se encuentra en el condado de Modoc.

#### Cuenca y cordillera
Al este de la Sierra se encuentra la Provincia geológica de cordilleras y cuencas, que se extiende hasta Nevada. Una de las características comunes de la cuenca y la cordillera es el lago Mono, en la cual es el lago más viejo en Norteamérica. La cuenca y cordillera también tiene el valle Owens, el valle más profundo de Norteamérica, más de 3 km medidos desde la cima del monte Whitney.
En la parte oriental del estado, bajo la Sierra Nevada, hay una serie de lagos secos que una vez estuvieron llenos de agua durante la última edad de hielo (alimentado por el hielo derretido de glaciares alpinos pero no afectado directamente de la glaciación; véase lluvia). Muchos de estos lagos tienen extensos depósitos de evaporitas que contienen una variedad de diferentes sales. De hecho, los sedimentos de sal de muchos de estos lagos han sido usados por muchos años para la minería, especialmente para bórax (encontrado especialmente en el lago Owens y el valle de la Muerte).
En esta provincia se encuentran las montañas Blancas, que son hogar de los árboles más antiguos del mundo, como es el caso del pino bristlecone.

#### Cordilleras costeras

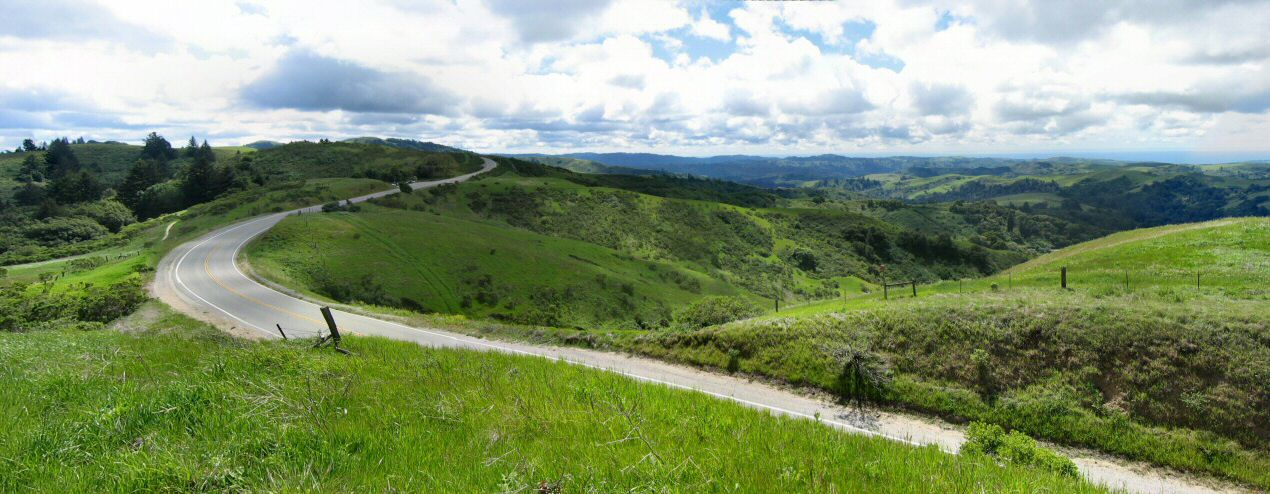
Skyline Boulevard, en la cima de las montañas de Santa Cruz.

Al oeste del valle Central colinda la cordillera costera, incluyendo la cordillera del Diablo, justo al este de San Francisco, y las montañas de Santa Cruz, al sur de San Francisco. La niebla y las precipitaciones empieza a aumentar a medida que se viaja al norte de San Francisco en la cordillera costera. Estas montañas son conocidas por los Sequoia sempervirens, que viven dentro de la cordillera de la nubosa cordillera, y es el árbol más alto del mundo.

#### Valle central de California

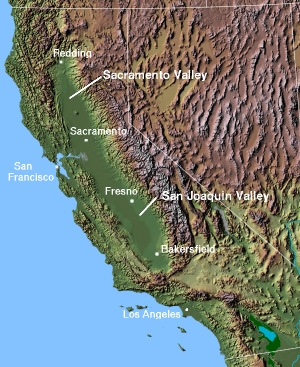
La región del valle Central de California.

La geografía de California está completamente definida por las características de su parte central, el inmenso valle Central de California, fértil valle localizado entre las cordilleras montañosas costeras, al oeste, y Sierra Nevada, al este. Tiene una longitud, en dirección NNO-SSE, de más de 700 km y una anchura media entre 70-90 km. 
La parte norte del valle Central se conoce como valle de Sacramento, por el río principal que discurre por esa zona, del mismo nombre, y la parte sur se llama valle de San Joaquín, por otro río principal, el río San Joaquín. Todo el valle Central está rodeado por desembocaduras de ríos (especialmente el río San Joaquín, el río de los Santos Reyes y el río Sacramento) que drenan en el sistema de la bahía de San Francisco. Los ríos son lo suficientemente largos y profundos, para que muchas ciudades tierra a dentro, especialmente Stockton, California, sean verdaderos puertos marítimos.
El extremo sur del valle tiene un drenaje interior por lo que científicamente no formaría parte del valle. El lago Tulare, que tenía una superficie de 1.476 km², ahora es un lago seco cubierto por campos de agricultura.

#### Sierra Nevada
En el este del estado se encuentra la Sierra Nevada, que empieza de norte a sur por unos 650 km. El pico más alto en los Estados Unidos continentales, el monte Whitney con 4.421 m de altitud, colinda dentro de la Sierra Nevada. La topografía de Sierra está formada por las elevaciones y los glaciales.
La Sierra tiene 200-250 días soleados cada año, veranos templados, inviernos fríos y terrenos muy variados, por lo que lo convierte en un clima agradable. El famoso valle de Yosemite colinda en la sierra Central. El gran y profundo lago Tahoe, un lago de agua dulce, colinda al norte de Yosemite. La Sierra también es hogar del Giant Sequoia, los árboles más altos del mundo.
Estas características ayudaron a fundar el Sierra Club y el Alpine Club, clubes de servicio públicos especializados para los montañeros que se dedican al senderismo y las excursiones de la sierra. El sendero más famoso en la Sierra es el John Muir Trail, que van hacia la cima del monte Whitney al valle Yosemite, y que forma parte de Pacific Crest Trail que va hacia México y a Canadá.
En esta región hay declarados tres parques nacionales, el Parque nacional de Yosemite, el Parque nacional Cañón de los Reyes y el Parque nacional de las Secuoyas.

### Sur de California

#### Cordilleras tranversales
El Sur de California está separado por el resto del estado por las cordilleras Transversales, incluyendo a la sierra de Tehachapi, que separan al Valle Central del desierto de Mojave. El urbano Sur de California intercala los valles entre las sierra de Santa Susana, sierra de Santa Mónica y la sierra de San Gabriel, que se levantan desde la costa del Pacífico, hacia el este a más de 100 millas (160 km), a las sierra de San Bernardino, norte de San Bernardino. El punto más alto de la cordillera es el monte San Gorgonio a una altitud de 3.505 m. La sierra de San Gabriel tienen el Observatorio del Monte Wilson, donde el corrimiento al rojo fue descubierto durante los años 1920.
Las cordilleras Transversales incluye a una serie de cordilleras de montañas intercaladas que se extienden desde punta Concepción al extremo sur del condado de Santa Bárbara, dirigiéndose al este del extremo de las montañas de San Jacinto en el occidente del condado de Riverside. Las montañas de Santa Ynez son las montañas más al sur de toda la cordillera, extendiéndose desde punta Concepción hacia el río Ventura, justo al oeste-noroeste de Ojai, en el condado de Ventura. La cordillera Pine Mountain, la cordillera Nordhoff-montañas Topatopa, pico Rincón–Montaña Red, montaña Sulphur, cordillera de Santa Paula, montaña Sur–Montaña Oat– sierra de Santa Susana, Simi Hills, montañas Conejo–montañas de Santa Mónica son parte de las cordilleras Transversales, en Ventura y los condados al occidente de Los Ángeles.
Las montañas Liebre se encuentran en el noroeste del condado de Los Ángeles, y representan la extensión noroeste de la sierra de San Gabriel, ambas localizada en la placa del Pacífico de la falla de San Andrés. La falla divide la sierra de San Gabriel de la sierra de San Bernardino, en el este del condado de San Bernardino.
Es posible surfear en el océano Pacífico y a la vez esquiar en una montaña durante el mismo día en invierno en el Sur de California.

#### Cuenca de Los Ángeles
En los últimos 15 millones de años, los ríos de Los Ángeles, San Gabriel y el Santa Ana han depositados sus sedimentos de las cordilleras Transversales a lo largo de la costa del Pacífico del Sur de California. Ese sedimento ha formado ese gran y plano terreno conocido como cuenca de Los Ángeles, en donde se encuentra la mayor población de los condados de Los Ángeles y Orange.
Ya que es el punto más hondo, cerca de donde el río Los Ángeles se encuentra con el río Hondo, el sedimento que forma la cuenca 6 millas (10 km) profundo. Debido a que los sedimentos son naturalmente menos estables que otras formaciones geológicas, el área metropolitana de Los Ángeles es más vulnerable a los terremotos.

#### Desierto de Mojave

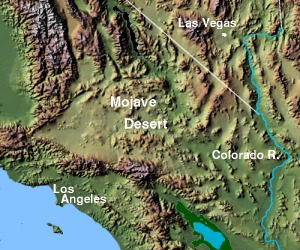
Mapa del Desierto de Mojave.

El Sur de California también cuenta con desiertos ásperos. Estos desiertos son causados por la combinación de las corrientes frías, que limitan la evaporación, y la sombra orográfica de las montañas. Los vientos predominantes soplan del océano. Cuando el aire pasa sobre las montañas, la refrigeración adiabática causa que el agua en el aire caiga como lluvia en las montañas. Cuando el aire regresa al nivel del mar en el otro lado de las montañas, el aire se recomprime, se calienta y se seca, resecando los desiertos. Cuando el viento sopla desde tierra adentro, el calor seco del viento Foehn son llamados Vientos de Santa Ana.
Los límites de este desierto se definen generalmente por la presencia de joshua trees o yuccas. La fronteras físicas incluyen las sierras de Tehachapi, San Gabriel y San Bernardino. Algunas de ellas de las más grandes de California. La Gran Cuenca colinda por el norte y el Bajo Desierto por el sur y el este. Se cree que en dicho desierto de Mojave hay entre 1750 y 2000 especies de plantas. El desierto de Mojave se extiende desde el este hacia el estado de Nevada. El Desierto de Mojave recibe menos de 150 mm de lluvia al año y es generalmente entre 1,000 y 2,000 m de elevación. Las zonas como el desierto del Valle Antelope que recibe nieve cada año, pero en el pasado recibía de entre 2 hasta 3 veces al año; sin embargo, las nevadas han disminuido de entre una vez al año a menos. La mayoría de las ciudades de California localizadas en el desierto son relativamente pequeñas, excepto para Palmdale y Lancaster. Sin embargo, algunas de ellas son famosas como Barstow, al ser considerada como una parada obligatoria en la famosa Ruta 66. El Desierto de Mojave también tiene el punto más caliente en el continente americano: el Parque nacional del Valle de la Muerte, donde las temperaturas llegan normalmente a los 120 °F (49 °C) a finales de julio y principios de agosto.

#### Cordilleras peninsulares
Las montañas más al sur de California son las cordilleras Peninsulares, que se encuentran al este de San Diego y continúan hasta Baja California (México) en la sierra San Pedro Mártir. Las cordilleras peninsulares contienen a las montañas Laguna, la sierra de San Jacinto, la sierra de Santa Ana y la cordillera de la Montaña Palomar, que es famosa por el Observatorio Palomar. En el occidente del pico San Jacinto hay un periférico que conecta las faldas de las montañas con la cima y las personas pueden practicar senderismo o ir a esquí de fondo.

#### Desierto de Colorado
Al este de las cordilleras Peninsulares se encuentra el desierto de Colorado y el desierto de Sonora, que se extienden hasta Arizona y México. Una característica del desierto es el mar Salton, un lago que fue formado en 1905 una crecida del río Colorado alcanzó a un canal cerca de la frontera entre Estados Unidos y México y fluyó en la cuenca de Salton durante casi dos años. Hoy en día, el mar Salton es el lago más grande, por superficie, de California.

### El litoral del océano Pacífico
La costa californiana, que tiene aproximadamente 2.000 km de longitud, con muy pocos kilómetros de anchura, es sangrada por numerosos golfos y bahías (bahía de Humboldt, la bahía de San Francisco, la bahía de Monterrey, la bahía de Santa Mónica, el golfo de Santa Catalina, etc.), y está puntuada por muchos picos y cabos (cabo Mendocino, punta Reyes, etc.). Los estuarios (el del Klamath, del Sacramento, del San Joaquín) están dominados por los ambientes de humedales y pantanos. Las extensiones llanas son relativamente estrechas (excepto la cuenca de Los Ángeles). Las ciudades de San Diego, Los Ángeles, Monterrey y San Francisco están fundadas en los raros puertos naturales de la zona y se desparraman sobre las colinas limítrofes. Otras ciudades, mucho más pequeñas, se encuentran en los estuarios (de las Salinas, por ejemplo), las llanuras aluviales y las pocas áreas disponibles de tierra entre el océano y las montañas. En Big Sur, la cadena granitíca escarpado se hunde a pico en el océano, creando un paisaje de costa muy escarpada, escasamente poblada y muy bien conservada. La erosión es intensa en algunos sectores, debido al oleaje y la evolución humana. 
Las islas son pocas: Los Farallones constituyen un pequeño archipiélago en el oeste de San Francisco; unas pocas islas se encuentran en la Bahía de San Francisco, siendo la más famosa la de Alcatraz. Más al sur, las del  archipiélago del Norte bordean el litoral a lo largo de Santa Bárbara y Los Ángeles. 
La corriente de California, de unos 2500 km es relativamente fría, si bien las temperaturas del mar rara vez superan los 18 °C, incluso en el verano. La corriente trae nieblas que se forman cuando el agua de mar es más fresca que el aire del ambiente. Además, está relacionado con el fenómeno de la surgencia: la surgencia de agua fría de las profundidades son ricas en nutrientes que atraen abundante fauna submarina. Las ballenas migran a lo largo de la costa californiana. La fauna submarina tienen más semejanza con la que se encuentra en las regiones árticas que con las más tropicales o mediterráneas. El mar frente a California es muy fértil, es verde oscuro y lleno de peces, a diferencia de la mayoría de los mares tropicales con un color azul claro y muerto. Antes de 1930, había valiosas pescas de sardinas (arenque) frente a Monterrey, pero este se agotó, por lo que más tarde el famoso John Steinbeck escribió la novela Cannery Row .
El kelp es el hábitat de miles de peces, que es posible observar en el acuario de Monterey. Sobre las playas de arena aisladas, no es raro ver colonias de leones marinos, pelícanos y lobos marinos. Los vientos soplan generalmente desde el oeste. El mar de fondo y el oleaje son fenómenos omnipresentes y permiten la práctica de deportes como el surf y la vela, incluso, en la bahía de San Francisco. 
La influencia marítima domina el clima al oeste de las cadenas costeras: las temperaturas suaves y la humedad son constantes en esa parte de California.Descendiendo más abajo por la costa, hacia el sur, las temperaturas medias anuales van en aumento y disminuyen las precipitaciones; así, por ejemplo, en Crescent City, son 1689 mm, en San Francisco, 608 mm y en San Diego, 201 mm.

#### Archipiélago del Norte

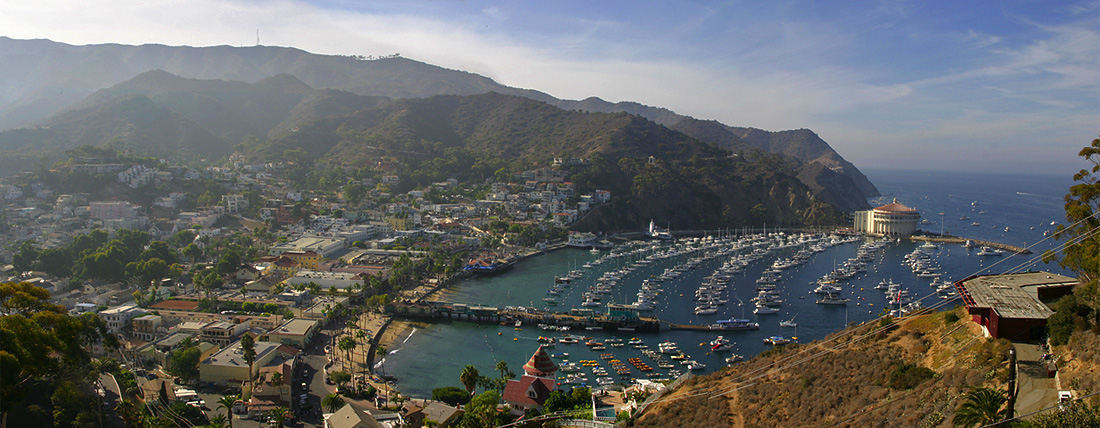
Avalon, es un pueblo en la isla Santa Catalina en el Archipiélago del Norte.

El archipiélago del Norte (en inglés, «Channel Islands of California») son un grupo de islas en la costa del Sur de California. El archipiélago está dividido en dos grupos de cuatro islas cada uno: 
- Islas del Norte: isla Anacapa, isla Santa Cruz, isla San Miguel e isla Santa Rosa;
- Islas del Sur: isla San Clemente, isla San Nicolás, isla Santa Bárbara e isla Santa Catalina;

Cuatro de las Islas están localizadas en el Condado de Santa Bárbara, dos están localizadas en el condado de Ventura, y dos están localizadas en el Condado de Los Ángeles, aunque las islas están muy despobladas. La única isla que tiene una población mayor es la isla Santa Catalina, con sus pueblos de Avalon y Two Harbors. 
Las islas de Anacapa, San Miguel, Santa Bárbara, Santa Cruz y Santa Rosa desde 1980 forman parte del Parque nacional Islas del Canal. Existe también un santuario marino en las islas, el Santuario Marino Nacional del Archipiélago del Norte. El archipiélago del Norte, y en particular la Isla San Nicolás, son famosa por la Mujer Perdida de San Nicolás, o Juana María. Esta mujer fue el personaje principal de la película Island of the Blue Dolphins por Scott O’Dell.

## Hidrografía
La línea que separa la vertiente del pacífico de las cuencas endorreicas atraviesa las crestas de la Sierra Nevada. La mayoría de los ríos californianos desaguan en el océano Pacífico, aunque algunos tienen un flujo de tipo endoréico y acaban en el vecino estado de Nevada en la Gran Cuenca. Los ríos y arroyos costeros corren de forma paralela a las cadenas montañosas, hasta que encuentran un pasaje hasta el valle Central o el Pacífico. La mayoría de los ríos californianos tienen un flujo hidrológico de alta montaña. Sólo los ríos en las zonas desérticas tienen un régimen especial y algunos están secos permanente o temporalmente. 
El río Colorado marca la frontera entre los estados de California y de Arizona. Los dos principales ríos corren a través del valle Central de California: en el norte, cerca del monte Shasta, tiene su fuente el río Sacramento, que tiene una longitud aproximada de unos 719 km hasta desembocar en la bahía de San Francisco, formando un delta. En el sur, el río San Joaquín, que nace en el oeste de Sierra Nevada, cerca de las montañas Mammoth («Mammoth Mountain»), es navegable hasta la ciudad de Stockton. 
California tiene varios lagos: el mayor es el mar Salton, en el valle Imperial. El lago Owens ha sido completamente desecado a causa de los asentamiento humanos y a largo plazo por el cambio climático. Hay numerosos lagos de montaña en el norte de California

## Desastres naturales
Los desastres naturales más comunes en California son los terremotos debido a muchas fallas que pasan por California, Nevada y la Costa del Pacífico. Los terremotos más destructivos han sido:
- Terremoto de San Francisco de 1906
- Terremoto de Sylmar de 1971
- Terremoto de Loma Prieta de 1989
- Terremoto de Northridge de 1994

Las ciudades costeras también son vulnerables a los tsunamis de los terremotos locales al igual de los tsunamis como los del Cinturón de Fuego del Pacífico. El tsunamis del Gran terremoto de Chile (1960) mató a una persona y causó $500 000 a $1 000 000 dólares en daños en Los Ángeles, al dañar los puertos en muchas ciudades costeras, e inundar las calles en Crescent City. Las olas del Gran terremoto de Alaska de 1964 mató a doce personas en Crescent City y causó varios daños tan lejos como al sur de Los Ángeles.
El estado también ha tenido algunas tormentas costeras, especialmente durante la temporada del monzón de Norteamérica. Los climas secos ayudan a crear los famosos incendios forestales. Los huracanes de California ocurren raramente a diferencia del Océano Atlántico. Las elevaciones más altas son más vulnerables a las tormentas de nieve durante el invierno.
Las inundacioness son ocasionalmente causadas por las extensas lluvias, tormentas y el derretimiento del hielo. Las Fuertes pendientes y los suelos inestables hacen que ciertos lugares sean vulnerables a los deslizamientos en los climas húmedos o durante los terremotos. 
California cuenta con varios volcanes, como el pico Lassen, que hizo erupción en 1914 y 1921, y el monte Shasta.